# Полонений всесвіт
«Полоне́ний все́світ» (англ. Captive Universe) — фантастичний роман американського письменника-фантаста Гаррі Гаррісона, вперше виданий 1969 року. У ньому розповідається про гігантський космічний корабель, відправлений із Землі до найближчої зірки Проксима Центавра для заселення нових світів. Всі люди на кораблі розділені на два ізольованих один від одного суспільства. Перше фанатично відповідає за обслуговування корабля, у другому ж існує два племені первісно-общинного ладу, що ніколи між собою не спілкуються. Юнак Чимал з цікавості вирішує дослідити світ і розкриває загрозу, що нависла над усією місією. 

## Світ всередині космічного корабля
За сюжетом космічний корабель був побудований з астероїда Ерос, орбіта якої проходить поблизу земної. Ідея будівництва корабля на думку Чимала, головного героя роману, належала правителеві однієї з націй, який захотів увічнити своє ім'я в історії, створивши найбільший пам'ятник з усіх, коли-небудь створених людиною. Проєкт виявився настільки грандіозним, що на одне тільки проєктування зорельота пішло шість десятиліть, а на будівництво — шість століть. Спочатку передбачалося, що ще п'ять століть потрібно кораблю на переліт до найближчої зорі — Проксими Центавра. (Зауважимо: Проксима Центавра входить до складу зоряної системи Альфи Центавра).
Для створення штучної сили тяжіння на борту корабель обертається навколо своєї поздовжньої осі. Одночасно вісь обертання і задає напрямок руху зорельота. Політ майже повністю автоматизований і екіпажу, так званим спостерігачам, залишається лише стежити за прибуттям корабля до пункту призначення. У зовнішній частині зорельота знаходяться ще п'ять невеликих космічних кораблів, призначених (мабуть) для висадки на планети.
Весь зореліт умовно розділений на дві частини: Долина і Печери. Товариство Долини є майже точною копією ацтекських племен. Два племені розділені між собою і шлюби між представниками цих племен заборонені, кара за спробу проникнути в інше плем'я — смерть від богині смерті Коатлікі. Шлюби всередині кожного з племен призводять до народження розумово неповноцінних дітей. Лише в результаті шлюбу людей з різних племен Долини народжуються звичайні люди. Але до прибуття в систему Проксими Центавра такі пари заборонені. Товариство Печер захищає жителів Долини і його завдання — стежити за польотом. (На цьому етапі це нащадки інженерів, які вирушили в цей політ для обслуговування зорельота і знають тільки те, що написано в інструкціях).
Долина влаштована так, що у її жителів складається враження, ніби вони знаходяться десь на планеті Земля. Вогненна куля імітує Сонце, а лампочки, вмонтовані в штучний небосхил, імітують зірки. З Долини майже неможливо вибратися: єдиний вихід завалений камінням, а скелі занадто гладкі, щоб по них можна було видертися. Знання про Всесвіт, який в уявленні племені є геліоцентричним, передаються у священних письменах, доступ до яких мають лише жерці. Також жерці суворо стежать за дотриманням табу і підносять молитви богам, робота яких відведена жителям Печер. Серед жерців існує легенда, що в один день вихід з Долини відкриється і її мешканці знову знайдуть свободу. Передбачалося, що це станеться в день прибуття космічного корабля до пункту призначення.

## Сюжет
Роман складається з трьох частин: «Долина», «Зовнішній світ» і «Зірки». Епілог має назву «Початок».

### Долина
Оповідь починається зі смерті ацтека Чимала-Попоки (жителя села Заачілі). Його вбиває богиня смерті Коатлікі за порушення табу: союз із мешканкою іншого села Квіау. Покарання оминає його коханку і незабаром у неї народжується син, якого вона також нарікає Чималом. З дитинства Чимал не знаходить спільної мови з іншими жителями рідного села Квілапи. Його хвилює питання, що ж знаходиться за межами рідної Долини. Існує легенда, що в далекому минулому єдиний вихід з Долини завалило землетрусом і покинути її тепер неможливо. Однак настане день, коли жителі двох ізольованих сіл знову знайдуть свободу. Попри цікавість Чимала, жерці відмовляються з ким-небудь обговорювати подробиці цієї легенди.
Ще в школі Чимал, на відміну від інших учнів, самотужки навчається грамоти та вивчає писання. У шістнадцять років Чимал робить зухвалу спробу піднятися на скелю, на якій щодня годуються стерв'ятники. У темряві він намацує шматок мертвої плоті, на його думку, людської, і нажаханий тікає.
Минає ще п'ять років. За звичаєм, двадцятиоднорічний Чимал повинен взяти в дружини шістнадцятирічну дівчину, від чого він категорично відмовляється, стверджуючи, що в табу ні слова не сказано про те, коли саме треба одружитися. Його відводять у храм і там він вступає в суперечку з головним жерцем Тетацліпокі. Після недовгої розмови старець виходить із себе і кидається на юнака. Несподівано Тетацліпокі отримує удар і падає непритомний на землю. Чимала заарештовують.
Наступного ранку знесиленого верховного жерця виводять, щоб він, як і кожен день, підніс молитву, закликаючи Сонце встати з-за обрію. Але у нього бракує сил навіть на те, щоб говорити. Зрештою, Тетацліпокі падає замертво. Світило так і не встає, і світ на один день занурюється в темряву. У селі починається паніка і мати Чимала користується моментом, щоб допомогти синові втекти. Наступного дня новий жрець виголошує молитву і Сонце все-таки з'являється. Жителі Квілапи вирушають на пошуки втікача.
Після напруженого дня, який Чимал провів, ховаючись у болотах, вночі він ледь не натикається на Коатлікі, але йому вдається залишитися непоміченим, сховавшись під водою. Несподівано для себе він вирішує вистежити, куди богиня смерті йде щодня. Стеження приводить його в невелику печеру, в кінці якої знаходяться замкнені двері. Після чергової вилазки в село втікачеві вдається роздобути мачете та відімкнути двері. Ацтек робить кілька кроків вперед і двері несподівано закриваються за ним.

### Зовнішній Світ
Головний герой потрапляє у зовнішній світ — «світ печер». Це світ зовсім іншого товариства з високорозвиненими технологіями. Він населений малопотужними й туго думаючими людьми, які фанатично поклоняються єдиному богові — Великому Творцеві. Прибулець з Долини спантеличує населення зовнішнього світу, і його керівник, Головний Спостерігач, вирішує вбити Чимала. Але населенню «світу печер» ніколи не доводилося використовувати зброю. Чимал з легкістю втікає, захопивши заручницю — спостерігачку Стіл.
Незабаром він з'ясовує, що з печер немає виходу назовні. А його рідна Долина — це лише величезна печера, влаштована так, щоб у її жителів виникло враження, нібито вони живуть на відкритому повітрі. Зірки виявляються лише лампочками в небесній стелі, а Сонце — величезним світильником, що рухається по рейках над Долиною. Світом керують зовсім не боги, а інші люди — спостерігачі зі печер світу. Всесвіт в уяві головного героя стає «вічною скелею». Поневіряючись по печерах, Чимал зрештою приходить у дивну кімнату, де бачить через опуклий ілюмінатор справжнє зоряне небо. Там його зустрічає Головний Спостерігач з озброєною охороною.

### Зірки
Поговоривши з Чималом, Головний Спостерігач дізнається про його походження, що змінює ставлення до втікача. Чимала оголошують Першопрохідцем і всіляко допомагають йому у вивченні світу величезного космічного корабля. У своїх дослідженнях він виявляє, що корабель летить в сторону від Проксими Центавра. Зажадавши пояснення від Головного Спостерігача, Чимал розуміє, що спостерігачі настільки звикли виконувати свою священну місію, що без належного вивчення визнали планети Проксими Центавра непридатними для життя і змінили курс корабля до зовсім іншої зорі. Заради повернення корабля на потрібний курс Чимал йде на саботаж, розраховуючи пошкодити системи життєзабезпечення, які лише він завдяки своїм здібностям в змозі буде відновити. Однак автоматичні системи безпеки не дають йому здійснити свої наміри, Чимал отримує важке поранення й опиняється в полоні спостерігачів.
У лазареті його відвідує Головний Спостерігач і повідомляє, що Чималу дадуть один з шаттлів, аби той назавжди покинув світ корабля. Не бажаючи миритися з приготованою долею, Чимал влаштовує втечу і верхи на роботі Коатлікі вирушає в Долину, щоб показати її жителям єдиний вхід до печери. Однак і тут мешканці печер запобігають його саботажу. Пробравшись не без допомоги спостерігачки Стіл назад у світ печер, Чимал вирішується передчасно знищити перешкоду з каміння, що відокремлює долину від печер. Це нарешті йому вдається, жителі долини вперше зустрічаються зі спостерігачами. Головному Спостерігачеві нічого іншого не залишається, як прийняти умови Першопрохідця.

### Початок
Чимал повертає корабель на курс до Проксими Центавра. Також він дозволяє шлюби між мешканцями різних сіл, щоб вони дали кмітливе потомство, здатне виконати місію колонізації планет. Починається нова ера, Чималу ж доводиться чекати, поки з'являться наступне покоління, а корабель долетить до своєї мети.